# 布阿拉里季堡
布阿拉里季堡（阿拉伯语：‎）位于阿尔及利亚北部，是布阿拉里季堡省的首府。